# 左本政治
左本 政治（さもと まさじ、1900年 - 没年不詳）は、日本の新聞記者、演劇・舞踊評論家。「女剣劇」の命名者とされる。

## 概要
1900年（明治33年）、北海道に生まれる。大正時代に上京し早稲田大学に入学。卒業後、1928年（昭和3年）に都新聞社（1942年より東京新聞）に入社、演劇記者となる。1936年（昭和11年）、浅草で観劇した不二洋子の剣劇芝居を「女剣劇」と記事で紹介したことから、「女剣劇」の名付け親とされる。第二次世界大戦中に空襲で家を焼かれ、東京新聞を退社し妻と娘を連れて北海道へ疎開、北海タイムスで働く。1951年（昭和26年）に再び上京し報知新聞社に入社する。1960年（昭和35年）に定年退職後は、演劇・舞踊の評論家として活躍。また、文部省芸術祭の審査委員（舞踊部門・大衆演芸部門）を務めた。
浅香光代によれば、左本はひょうひょうとした人柄で、お酒が好きな割りにあまり強くなく、酔っぱらうとよく「ごてる」ことから、“ごて政”の異名があったそうである。また、亡くなったのは浅草の東洋劇場から女剣劇が消えて数年後のことだそうである。
著書に演劇役者の思い出話などを綴った『かべす』（六芸書房、1966年刊）があり、本の帯の推薦文を伊志井寛、榎本健一、大江美智子が書いている。